# Young at Heart (standard)
Pour les articles homonymes, voir Young at Heart.
Young at Heart est une chanson américaine devenue un standard, c'est une ballade composée par Johnny Richards avec des paroles de Carolyn Leigh. La chanson, à l'origine instrumentale, a été écrite en 1953. Frank Sinatra en a été le premier interprète en 1954 et elle s'est vendue a des millions d'exemplaires. La chanson a été un tel succès que le film que Sinatra était en train de tourner avec Doris Day (titre français Un amour pas comme les autres) a été renommé avec le titre de la chanson, qui apparait au générique de fin. La chanson apparait par la suite dans d'autres films, comme Milliardaire malgré lui, Le Prête-nom, Sweet Dreams, et Space Cowboys.
De nombreux interprètes ont repris la chanson, dont Jimmy Durante, Connie Francis, Perry Como, Gloria Estefan, Tony Bennett, Shawn Colvin, Rosemary Clooney, Bobby Vinton, Tom Waits, Bing Crosby, Barry Manilow, Bob Dylan, James Darren, Monty Alexander, ou encore Michael Bublé, et Aznavour en duo avec Sinatra. 